# 低稅政策
低稅政策是[稅務政策]的一種，主張透過低水平的稅收，一方面減輕課稅者的經濟負擔，另一方面亦使商品進口商能夠以低廉的價格售賣產品，使社會大眾受惠。香港一直都是低稅政策的奉行者，從1960年代到今時今日一直堅持。有關信條甚至亦紀錄在《香港基本法》以內。

## 原則
低稅政策的原則，是透過低水平的稅收和對非必要稅收的減免，來影響經濟的發展。因此，單單是極低的稅率，並不完全代表低稅政策。一般來說，現時全世界普遍的稅率都在30%左右，所以若個人或公司的收入課稅在20%以下，都算是低稅率。至於間接稅方面，一般在5%或以下。

## 實際例子
在1960年代的香港，由於內地政局的不穩定，難民的湧入使到香港的貧困人口急升，為了改善香港普羅大眾的生活，時任財政司的郭伯偉貫徹奉行「自由放任」政策，使公共支出在其任內一直維持於甚低水平。當中，有見於香港天然資源缺乏，無論是日用品、食物以至食水都十分依賴進口，他任內積極維持極低的關稅，讓價廉物美的進口貨品流入香港，使市民無需購買成本昂貴的本地貨品。
郭伯偉任內亦將薪俸稅維持在不多於個人總入息的百分之十五的水平，又刪除一些舊有的稅項，以設法維持低稅的政策。郭伯偉的低稅政策曾經為英國方面所反對，而英國方面甚至曾建議香港應跟隨新加坡大幅上調薪俸稅，但其政策始終得到柏立基爵士及繼任港督的戴麟趾爵士所信用而沒有改變。另外，時任英國國防大臣丹尼士·希利曾建議過部份駐港英軍的軍費以稅收形式轉嫁香港市民，但建議同樣被郭伯偉大力反對而泡湯。

## 參看
- 香港基本法
- 郭伯偉